# 州路 (伊利諾伊州)
州路（英語：State Road）是位於美國伊利諾伊州尚佩恩縣的一個非建制地區。該地的面積和人口皆未知。

## 地理
州路的座標為40°04′34″N 87°57′30″W / 40.07611°N 87.95833°W，而該地的平均海拔高度為206米（即676英尺）。